# Ronald Dehne
Ronald Dehne (* 16. November 1948 in Hildburghausen, Thüringen, Deutschland) ist ein deutscher Schauspieler.

## Leben
Der in Thüringen geborene Dehne wuchs im Westen Berlins auf. Im Alter von fünf Jahren begann er im Rundfunk tätig zu werden. Seit seinem zehnten Lebensjahr stand Dehne auch vor der Kamera (Fernsehen bzw. Film). Nach einer Nebenrolle in dem deutsch-amerikanischen Ost-West-Flüchtlingsdrama Tunnel 28 von Robert Siodmak gab ihm 1964 Wolfgang Staudte die Hauptrolle des Bernd in dem Ruhrpott-Zeitbild Das Lamm. An der Seite von Elke Aberle überzeugte Dehne in diesem wenig bekannten Nebenwerk Staudtes als jugendlicher Außenseiter, der aufgrund seiner Zuneigung zu dem titelgebenden Tier zur Flucht durch die Nacht genötigt wird. Der kaum gezeigte Film brachte Ronald Dehne nicht den erhofften Karriereschub, und bereits nach einigen wenigen Fernsehauftritten Anfang der 70er Jahre verschwand er komplett aus dem Blickfeld der Öffentlichkeit. Seitdem sind auch keinerlei Theateraktivitäten Dehnes nachzuweisen.

## Filmografie
- 1962: Tunnel 28
- 1964: Das Lamm
- 1965: Abel mit der Mundharmonika (3-teilige Serie)
- 1965: Die eigenen vier Wände (Fernsehfilm)
- 1970: Alle Hunde lieben Theobald (Folge: Der erste Preis)
- 1971: Familie Bergmann (Serie; Folge: Landluft)
- 1972: Sprungbrett (Serie; Folge: Als vermißt gemeldet)

## Einzelnachweis
1. ↑  Lebensdaten lt. Filmarchiv Kay Weniger

| Personendaten    | Personendaten                          |
| ---------------- | -------------------------------------- |
| NAME             | Dehne, Ronald                          |
| KURZBESCHREIBUNG | deutscher Schauspieler                 |
| GEBURTSDATUM     | 16. November 1948                      |
| GEBURTSORT       | Hildburghausen, Thüringen, Deutschland |